# Alma Center
Alma Center è un comune degli Stati Uniti, situato in Wisconsin e in particolare nella Contea di Jackson.